# Biegacz Menetriesego
Biegacz Menetriesego (Carabus menetriesi) – gatunek dużego chrząszcza z rodziny biegaczowatych.
Występujący w centralnej i północnej Europie. Samiec osiąga około 20 mm, zaś samica nawet 25 mm długości. Jego pancerz o nierównej powierzchni, jest zielonkawy lub brązowawy (w zależności od podgatunku). Tak jak większość biegaczy posiada duże żuwaczki, którymi łapie i uśmierca ofiary, czasami dwukrotnie większe. Przez większość dnia przebywa w ukryciu, by w porach wieczornych wyruszyć na łowy.